# 通布阿
通布阿（Tômbua），原名亚历山大港（葡萄牙語：Porto Alexandre），是西非國家安哥拉的城市，由納米貝省負責管轄，位於該國西南部大西洋沿岸，毗鄰與納米比亞接壤邊境，是出產石油和漁業的重要港口，人口估計約90,000。